# قائمة رؤساء بنين
هذه قائمة برؤساء جمهورية بنين (داهومي سابقا) منذ تشكيل منصب الرئيس في عام 1960، وحتى يومنا هذا.
وشغل منصب الرئيس سبعة أشخاص (لا يتضمن اثنين رؤساء بالإنابة، عدة مناصب عسكرية مؤقتة، ورئاسة جماعية). بالإضافة إلى ذلك، شخص واحد، ماثيو كيريكو، خدم كرئيس في فترتين غير متعاقبتين.

## المفتاح
الأحزاب السياسية
- تجمع داهومي الديموقراطي (RDD)

- حزب داهومي الديموقراطي (PDD)

- حزب بنين الثوري الشعبي (PRPB)

- حزب ولادة بنين الجديد (RB)

- جبهة العمل للتجديد والتنمية (FARD–Alafia)

الفصائل الأخرى
- عسكري

- مستقل

الحالة
- يشير إلى رئيس الدولة بالنيابة / المؤقت

## رؤساء بينين

### جمهورية داهومي
| الترتيب | الترتيب | صورة | الاسم (الميلاد–الوفاة)               | المنصب                     | مدة الخدمة     | مدة الخدمة                | مدة الخدمة       | الحزب السياسي           |
| الترتيب | الترتيب | صورة | الاسم (الميلاد–الوفاة)               | المنصب                     | تولى منصبه     | غادر المنصب               | فترة الحكم       | الحزب السياسي           |
| ------- | ------- | ---- | ------------------------------------ | -------------------------- | -------------- | ------------------------- | ---------------- | ----------------------- |
|         | 1       |      | هوبير ماغا (1916–2000)               | رئيس                       | 1 أغسطس 1960   | 28 أكتوبر 1963 (تمَّ عزلُه ‏) | 3 سنوات و88 أيام | تجمع داهومي الديموقراطي |
|         |         |      | كريستوف سوغلو (1909–1983)            | رئيس الحكومة المؤقتة       | 28 أكتوبر 1963 | 25 يناير 1964             | 89 أيام          | عسكرية                  |
|         | 2       |      | سورو ميجان أبيثي (1913–1989)         | رئيس                       | 25 يناير 1964  | 27 نوفمبر1965 (تقاعد)     | 1 سنة و306 أيام  | حزب داهومي الديموقراطي  |
|         | —       |      | جوستين أحومادجبي توميتين (1917–2002) | رئيس بالإنابة              | 27 نوفمبر 1965 | 29 نوفمبر 1965            | 2 أيام           | حزب داهومي الديموقراطي  |
|         | —       |      | تاهيرو كونجاكو (1913–1994)           | رئيس بالإنابة              | 29 نوفمبر 1965 | 22 ديسمبر 1965 (تمَّ عزلُه)  | 23 أيام          | حزب داهومي الديموقراطي  |
|         | 3       |      | كريستوف سوغلو (1909–1983)            | رئيس                       | 22 ديسمبر 1965 | 19 ديسمبر 1967 (تمَّ عزلُه)  | 1 سنة و362 أيام  | عسكري                   |
|         |         |      | جون-بابتيست هاشيم (1929–1998)        | رئيس اللجنة الثورية        | 19 ديسمبر 1967 | 20 ديسمبر 1967            | 1 يوم            | عسكري                   |
|         |         |      | موريس كوانديتي (1932–2003)           | رئيس الدولة                | 20 ديسمبر 1967 | 21 ديسمبر 1967            | 1 يوم            | عسكري                   |
|         |         |      | ألفونس آلي (1930–1987)               | رئيس الدولة                | 21 ديسمبر 1967 | 17 يوليو 1968             | 209 أيام         | عسكري                   |
|         | 4       |      | إميل درلين زينسو (1918–2016)         | رئيس                       | 17 يوليو 1968  | 10 ديسمبر 1969 (عُزل)      | 1 سنة و146 أيام  | سياسي مستقل             |
|         |         |      | موريس كوانديتي (1932–2003)           | رئيس أركان الجيش           | 10 ديسمبر 1969 | 13 ديسمبر 1969            | 3 أيام           | عسكري                   |
|         |         |      | بول إميل دي سوزا (1930–1999)         | رئيس الدليل                | 13 ديسمبر 1969 | 7 مايو 1970               | 145 أيام         | عسكري                   |
|         | 1       |      | هوبير ماغا (1916–2000)               | رئيس المجلس الرئاسي (بنين) | 7 مايو 1970    | 7 مايو 1972               | 2 سنوات و0 أيام  | تجمع داهومي الدموقراطي  |
|         | 2       |      | جوستين أحومادجبي توميتين (1917–2002) | رئيس المجلس الرئاسي        | 7 مايو 1972    | 26 أكتوبر 1972 (عُزل)      | 172 أيام         | حزب داهومي الديموقراطي  |
|         | 5       |      | ماثيو كيريكو (1933–2015)             | رئيس                       | 26 أكتوبر 1972 | 30 نوفمبر 1975            | 3 سنوات و35 أيام | عسكري                   |

### جمهورية بنين الشعبية
| الترتيب | الترتيب | صورة | الإسم (الميلاد–الوفاة)   | مدة الخدمة     | مدة الخدمة  | مدة الخدمة         | الحزب السياسي              |
| الترتيب | الترتيب | صورة | الإسم (الميلاد–الوفاة)   | تولى منصبه     | عادر المنصب | مدة الحكم          | الحزب السياسي              |
| ------- | ------- | ---- | ------------------------ | -------------- | ----------- | ------------------ | -------------------------- |
|         | 5       |      | ماثيو كيريكو (1933–2015) | 30 نوفمبر 1975 | 1 مارس 1990 | 14 سنوات و120 أيام | عسكري/ الحزب الشعبي الثوري |

### جمهورية بنين
| الترتيب | الترتيب | صورة | الإسم (الميلاد–الوفاة)   | مدة الخدمة | مدة الخدمة   | مدة الخدمة   | مدة الخدمة        | الحزب السياسي               |
| الترتيب | الترتيب | صورة | الإسم (الميلاد–الوفاة)   | انتُخِب      | تولى منصبه   | غادر المنصب  | مدة الحكم         | الحزب السياسي               |
| ------- | ------- | ---- | ------------------------ | ---------- | ------------ | ------------ | ----------------- | --------------------------- |
|         | 5       |      | ماثيو كيريكو (1933–2015) | —          | 1 مارس 1990  | 4 أبريل 1991 | 1 سنة و34 أيام    | عسكري/ الحزب الشعبي الثوري  |
|         | 6       |      | نيسيفور سوغلو (1934–)    | 1991       | 4 أبريل 1991 | 4 أبريل 1996 | 5 سنوات و0 أيام   | حزب نهضة بنين               |
|         | (5)     |      | ماثيو كيريكو (1933–2015) | 1996 2001  | 4 أبريل 1996 | 6 أبريل 2006 | 10 سنوات و2 أيام  | جبهة العمل للتجديد والتنمية |
|         | 7       |      | يايي بوني (1951–)        | 2006 2011  | 6 أبريل 2006 | 6 أبريل 2016 | 10 سنوات و0 أيام  | سياسي مستقل                 |
|         | 8       |      | باتريس تالون (1958–)     | 2016 2021  | 6 أبريل 2016 | في المنصب    | 9 سنوات و110 أيام | سياسي مستقل                 |

## الانتخابات الأخيرة
| المرشح                                             | المرشح                          | زميل الترشح                     | الحزب                           | الأصوات   | %      |
| -------------------------------------------------- | ------------------------------- | ------------------------------- | ------------------------------- | --------- | ------ |
|                                                    | باتريس تالون                    | مريم شابي طلعتة                 | مستقل                           | 1٬982٬534 | 86.30  |
|                                                    | الحسن سومانو                    | بول هونكبي                      | قوى كاوري من أجل بنين الناشئة   | 261٬096   | 11.37  |
|                                                    | كورينتين كوهو                   | إيرينه أجوسا                    | الديموقراطيون                   | 53٬685    | 2.34   |
| المجموع                                            | المجموع                         | المجموع                         | المجموع                         | 2٬297٬315 | 100.00 |
|                                                    |                                 |                                 |                                 |           |        |
| الأصوات الصحيحة                                    | الأصوات الصحيحة                 | الأصوات الصحيحة                 | الأصوات الصحيحة                 | 2٬297٬315 | 94.48  |
| الأصوات الباطلة والفارغة                           | الأصوات الباطلة والفارغة        | الأصوات الباطلة والفارغة        | الأصوات الباطلة والفارغة        | 134٬099   | 5.52   |
| مجموع الأصوات                                      | مجموع الأصوات                   | مجموع الأصوات                   | مجموع الأصوات                   | 2٬431٬414 | 100.00 |
| الناخبين المسجلين ومعدل الإقبال                    | الناخبين المسجلين ومعدل الإقبال | الناخبين المسجلين ومعدل الإقبال | الناخبين المسجلين ومعدل الإقبال | 4٬802٬303 | 50.63  |
| المصدر: Constitutional Court, Constitutional Court |                                 |                                 |                                 |           |        |